# 许衡街道
许衡街道，是中华人民共和国河南省焦作市中站区下辖的一个乡镇级行政单位。

## 行政区划
许衡街道下辖以下地区：
东王封村、李封一村、李封二村、李封三村、西王封村、东冯封村、西冯封村、王庄村和新庄村。